# 豊住村
豊住村（とよすみむら）とは、千葉県印旛郡にかつて存在した村である。

## 地理
- 現在の成田市の北西部、栄町の東部、旧成田市の北部に位置する。
- 村域は台地と平地が入り組む谷戸が多い地形になっている。
- 村は利根川の南岸に位置する。

## 歴史
- 1889年（明治22年）4月1日 - 町村制施行に伴い、北羽島村・南羽島村・龍台村・佐野村・興津村・長沼村・安西新田・田川村が合併し下埴生郡豊住村が発足[1][2]。
- 1897年（明治30年）4月1日 - 下埴生郡が印旛郡に編入。同郡の所属となる。
- 1899年（明治32年）4月1日 - 利根川北岸の田川が、この日千葉県香取郡から茨城県稲敷郡に移行した金江津村（現在の河内町）に編入。
- 1954年（昭和29年）
  - 3月30日 - 大字興津が安食町（現在の栄町）に編入。
  - 3月31日 - 成田町・公津村・八生村・中郷村・久住村・遠山村と合併し成田市が発足。同日豊住村廃止。

### 変遷表
| 豊住村村域の変遷表 | 豊住村村域の変遷表 | 豊住村村域の変遷表 | 豊住村村域の変遷表          | 豊住村村域の変遷表            | 豊住村村域の変遷表                                | 豊住村村域の変遷表 | 豊住村村域の変遷表 | 豊住村村域の変遷表 |
| 1868年 以前        | 1868年 以前        | 明治22年 4月1日    | 明治22年 - 昭和19年         | 明治22年 - 昭和19年           | 昭和20年 - 昭和64年                               | 平成元年 - 現在    | 現在               |                    |
| ------------------ | ------------------ | ------------------ | --------------------------- | ----------------------------- | ------------------------------------------------- | ------------------ | ------------------ | ------------------ |
|                    | 北羽鳥村           | 豊住村             | 明治30年4月1日 印旛郡に編入 | 豊住村                        | 昭和29年3月31日 成田市                            | 成田市             | 千葉県 成田市      |                    |
|                    | 南羽鳥村           | 豊住村             | 明治30年4月1日 印旛郡に編入 | 豊住村                        | 昭和29年3月31日 成田市                            | 成田市             | 千葉県 成田市      |                    |
|                    | 竜台村             | 豊住村             | 明治30年4月1日 印旛郡に編入 | 豊住村                        | 昭和29年3月31日 成田市                            | 成田市             | 千葉県 成田市      |                    |
|                    | 安西新田村         | 豊住村             | 明治30年4月1日 印旛郡に編入 | 豊住村                        | 昭和29年3月31日 成田市                            | 成田市             | 千葉県 成田市      |                    |
|                    | 佐野村             | 豊住村             | 明治30年4月1日 印旛郡に編入 | 豊住村                        | 昭和29年3月31日 成田市                            | 成田市             | 千葉県 成田市      |                    |
|                    | 長沼村             | 豊住村             | 明治30年4月1日 印旛郡に編入 | 豊住村                        | 昭和29年3月31日 成田市                            | 成田市             | 千葉県 成田市      |                    |
|                    | 興津村             | 豊住村             | 明治30年4月1日 印旛郡に編入 | 豊住村                        | 昭和29年3月30日 安食町に編入 昭和30年12月1日 栄町 | 栄町               | 千葉県 栄町        |                    |
|                    | 田川村             | 豊住村             | 明治30年4月1日 印旛郡に編入 | 明治32年4月1日 金江津村に編入 | 昭和33年2月15日 河内村に編入                      | 平成8年6月1日 町制 | 茨城県 河内町      |                    |

## 人口・世帯

### 人口
総数 [単位： 人]
| 1891年（明治24年） | 3,452 |
| 1904年（明治37年） | 3,055 |
| 1917年（大正 6年） | 3,295 |
| 1935年（昭和10年） | 3,004 |
| 1950年（昭和25年） | 3,791 |

### 世帯
総数 [単位： 世帯]
| 1932年（昭和 7年） | 599 |
| 1950年（昭和25年） | 694 |